# Cuba op de Olympische Zomerspelen 1904
Cuba nam deel aan de Olympische Zomerspelen 1904 in Saint Louis, Verenigde Staten. Het won vier gouden medailles en eindigde derde in het medailleklassement.

## Medailleoverzicht
| Sport    | Olympiër                | Discipline      | Medaille |
| -------- | ----------------------- | --------------- | -------- |
| Schermen | Ramón Fonst             | degen (m)       | Goud     |
| Schermen | Ramón Fonst             | floret (m)      | Goud     |
| Schermen | Manuel Díaz             | sabel (m)       | Goud     |
| Schermen | Manuel Díaz Ramón Fonst | floret team (m) | Goud     |
| Schermen | Charles Tatham          | degen (m)       | Zilver   |
| Schermen | Albertson Van Zo Post   | floret (m)      | Zilver   |
| Schermen | Albertson Van Zo Post   | degen (m)       | Brons    |
| Schermen | Charles Tatham          | floret (m)      | Brons    |
| Schermen | Albertson Van Zo Post   | sabel (m)       | Brons    |

## Resultaten per onderdeel

### Atletiek
| Olympiër         | Discipline   | Resultaat | Prestatie |
| ---------------- | ------------ | --------- | --------- |
| Andarín Carvajal | marathon (m) | 4e        |           |

### Schermen
| Olympiër                                         | Discipline      | Resultaat | Prestatie |
| ------------------------------------------------ | --------------- | --------- | --------- |
| Ramón Fonst                                      | degen (m)       | Goud      |           |
| Charles Tatham                                   | degen (m)       | Zilver    |           |
| Albertson Van Zo Post                            | degen (m)       | Brons     |           |
| Ramón Fonst                                      | floret (m)      | Goud      |           |
| Charles Tatham                                   | floret (m)      | Brons     |           |
| Albertson Van Zo Post                            | floret (m)      | Zilver    |           |
| Ramón Fonst Charles Tatham Albertson Van Zo Post | floret team (m) | Goud      |           |
| Manuel Díaz                                      | sabel (m)       | Goud      |           |
| Albertson Van Zo Post                            | sabel (m)       | Brons     |           |

Australië · Canada · Cuba · Duitsland · Frankrijk · Griekenland · Groot-Brittannië · Hongarije · Oostenrijk · Verenigde Staten · Zuid-Afrika · Zwitserland · Gemengde teams